# 派翠西亞·康薇爾
派翠西亞·康薇爾 （英語：Patricia Cornwell，1956年6月9日—），是一位美國当代推理小說作家。1990年出版第一本偵探小說《屍體會說話》，1991年創下同一年度獲頒愛倫坡獎最佳年度新人獎、英國推理作家協會約翰·克雷西獎、安東尼獎、麥卡維帝獎、法國偵探小說獎的紀錄。康薇爾以其曾從事社會新聞記者和法醫紀錄員的經驗，陸續寫了以女法醫為偵探主角的系列探案而聞名，後又以女性警長和男警員為主角另闢警察小說系列。她的书已售出超过100万本。2002年出版《開膛手傑克結案報告》並宣稱已破案，但仍引起疑議。

## 早年生活
康薇爾出生于佛羅里達州邁阿密，是废奴主义者和作家哈里特·伊丽莎白·比彻·斯托的后裔。她的父亲是美国著名的上诉律师之一，并担任最高法院大法官休戈·布萊克的法律助理。
1961年，康韦尔一家搬到了北卡罗来纳州蒙特里特，在那里她母亲因为重性抑郁障碍而住进了医院。康韦尔和她的兄弟Jim和John，被安置在寄养系统中。康韦尔开始在田纳西州布里斯托爾的国王学院学习，后来转学到戴维森学院，在那里获得英语学士学位。

## 个人生活
1980年，在派翠西亞从北卡罗来纳州的戴维森学院毕业后不久，她和大她17岁的英语教授Charles L. Cornwell结婚。Cornwell教授后来离开了他的终身教授职位，成为一个牧师。1989年，夫妻分居，派翠西亞离婚后保留了她的夫姓。
2005年，康韦尔和哈佛大学精神病学女讲师Staci Ann Gruber结婚。不过，她直到2007年才透露她结婚的消息。康韦尔后来讲到争取平等权利的重要性，并谈到比利·简·金曾帮助她出柜。她和妻子生活在马萨诸塞州。
康韦尔在过去患有神经性厌食症和抑郁症。她也公开说她患有躁鬱症。

## 作品列表
（以時間排列，正體中文版以臉譜出版社的譯名為主）

### 凱·史卡佩塔系列 Kay Scarpetta
- 1990《屍體會說話 Postmortem》
- 1991《肉體證據 Body of Evidence》
- 1992《殘骸線索 All That Remains》
- 1993《失落的指紋 Cruel and Unusual》
- 1994《人體農場 The Body Farm》
- 1995《波特墓園 From Potter's Field》
- 1996《死亡的理由 Cause of Death》
- 1997《致命暴露 Unnatural Exposure》
- 1998《起火點 Point of Origin》
- 1999《黑色通告 Black Notice》
- 2000《終極轄區 The Last Precinct》
- 2003《綠頭蒼蠅 Blow Fly》
- 2004《微物證據 Trace》
- 2005《掠食者 Predator》
- 2007《停屍間日誌 Book of the Dead》
- 2008《獵殺史卡佩塔 Scarpetta》
- 2009《鑑識死角 The Scarpetta Factor》
- 2010《Port Mortuary》
- 2011《Red Mist》
- 2012《The Bone Bed》
- 2013《Dust 》
- 2014《Flesh and Blood 》
- 2015《Depraved Heart 》
- 2016《Chaos 》

### 安迪·巴西系列 Andy Brazil
- 1996 《黃蜂窩 Hornet's Nest》
- 1998 《南方之星 Southern Cross》
- 2001 《惡犬島 Isle of Dogs》

### 其他
- 2002 《開膛手傑克結案報告Portrait of a Killer—Jack The Ripper Case Closed 》

## 獎項紀錄
- 1991- 英國推理作家協會約翰·克雷西獎、安東尼獎[11]、麥卡維帝獎[12]、法國偵探小說獎:《屍體會說話》
- 1993- 英國推理作家協會-金匕首獎:《失落的指紋》[13]

## 外部連結
- 派翠西亞·康薇爾個人網站 （页面存档备份，存于）
- 官方Facebook （页面存档备份，存于）
- 官方Twitter （页面存档备份，存于）